# Halicreas
A Halicreas minimum é uma espécie de hidrozoário de águas profundas da família Halicreatidae. É a única espécie do género monotípico Halicreas.

## Descrição
Tem um aspeto de um guarda-chuva com 30 a 40 milímetros de largura, espesso, em forma de disco, com uma pequena projeção apical. Tem oito grupos de papilas gelatinosas acima da margem, boca ampla com uma abertura circular. Tem oito canais radiais largos em forma de banda, um canal circular amplo, gónadas achatadas, estendendo-se ao longo de quase todo o comprimento dos canais radiais. Tem ainda aproximadamente 640 tentáculos e 3 a 4 estatocistos em cada octante.